# Bernard Piekorz
Bernard Piekorz (Stare Siołkowice, 5 gennaio 1964) è un ex sollevatore polacco che ha gareggiato nella categoria dei pesi mosca (fino a 52 kg.).

## Carriera
Piekorz ebbe nel quadriennio 1984-1987 il periodo migliore della sua carriera, nel quale realizzò risultati importanti a livello internazionale.
Nel 1984 vinse la medaglia d'argento ai Campionati europei di Vitoria con 242,5 kg. nel totale, dietro al bulgaro Neno Terzijski.
Nel 1985 ottenne la medaglia di bronzo ai Campionati mondiali di Södertälje con 237,5 kg. nel totale.
L'anno successivo vinse la medaglia di bronzo ai Campionati europei di Karl-Marx-Stadt con 230 kg. nel totale e nel 1987 conseguì la sua ultima importante affermazione in campo internazionale, vincendo la medaglia d'argento ai Campionati europei di Reims con 232,5 kg. nel totale, dietro al bulgaro campione mondiale Sevdalin Marinov (260 kg.) e davanti all'albanese Agron Haxhihyseni (222,5 kg.).